# Primera División de Venezuela 1962
La temporada 1962 de Primera División fue la sexta temporada de la máxima categoría del Fútbol Profesional Venezolano.
El Deportivo Portugués logró su tercer campeonato en un final de torneo accidentado. Por algunas irregularidades dentro de la Liga Mayor, los últimos siete compromisos no se disputaron, es decir, sólo se jugaron 53 de 60 partidos. Para ese entonces, los lusitanos y la Universidad Central eran los punteros y el título se decidió en una serie a doble juego. Dos Caminos (del estado Miranda) fue el debutante del torneo. Jaime Araujo Silva (UCV) fue el máximo anotador con 16 tantos. El técnico campeón fue el español Emilio Huguet.

## Equipos participantes
| Club                     | Estado           |
| ------------------------ | ---------------- |
| Banco Francés e Italiano | Distrito Federal |
| Deportivo Portugués      | Distrito Federal |
| Deportivo Vasco          | Distrito Federal |
| Dos Caminos              | Miranda          |
| La Salle                 | Distrito Federal |
| Universidad Central      | Distrito Federal |

## Clasificación
| Pos | Equipo                       | J  | G  | E  | P  | GF | GC | DG  | Ptos |
| --- | ---------------------------- | -- | -- | -- | -- | -- | -- | --- | ---- |
| 1   | Deportivo Portugués          | 17 | 11 | 4  | 2  | 43 | 11 | 32  | 26   |
| 2   | Universidad Central          | 17 | 11 | 4  | 4  | 42 | 15 | 27  | 26   |
| 3   | Dos Caminos (D)              | 18 | 9  | 2  | 7  | 24 | 32 | -8  | 20   |
| 4   | Banco Francés e Italiano (D) | 18 | 7  | 5  | 6  | 30 | 27 | 3   | 19   |
| 5   | Deportivo Vasco              | 18 | 3  | 13 | 14 | 35 | 40 | -5  | 8    |
| 6   | La Salle                     | 18 | 1  | 5  | 12 | 22 | 55 | -33 | 7    |

|  | Clasificados a la final                    |
|  | (D) : Desaparece al final de la temporada. |

### Final
| 15 de julio de 1962 | Deportivo Portugués | 3:0 | Universidad Central | Olímpico de la UCV, Caracas |  |

| 22 de julio de 1962 | Universidad Central | 0:3 (Global 0:6) | Deportivo Portugués | Olímpico de la UCV, Caracas |  |

Deportivo Portugués

Campeón
3.er título